# St. Jakobus und Katharina (Henneberg)

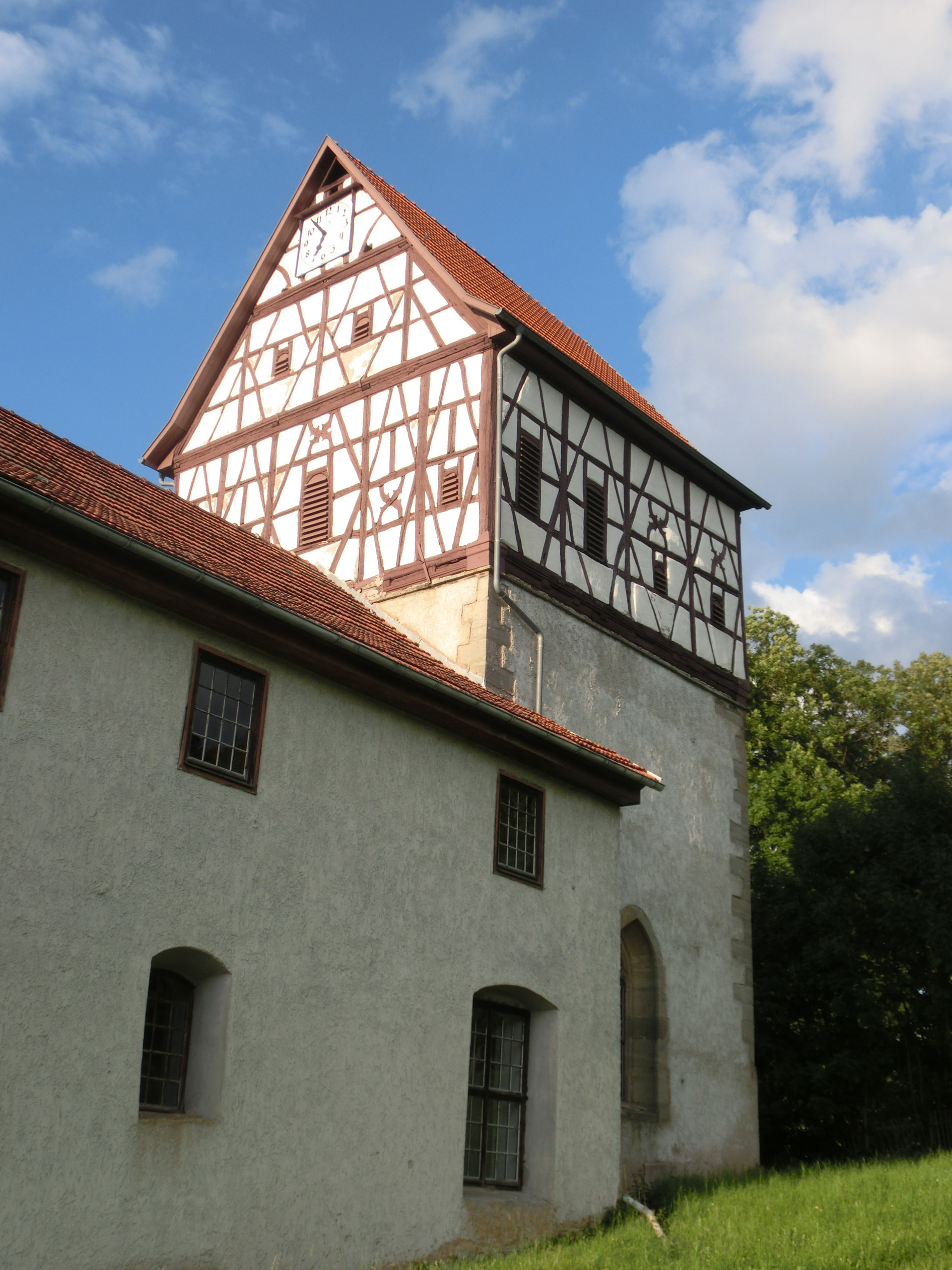
Dorfkirche Henneberg

Die evangelisch-lutherische Kirche St. Jakobus und Katharina steht im Ortsteil Henneberg der Kreisstadt Meiningen in Südthüringen.

## Geschichte
In der hoch über dem Dorf gelegenen Ruine Henneberg gab es bereits 1096 eine Burgkapelle. Vermutlich begann nach dem Verfall der Schlosskapelle der Bau der Dorfkirche. Sie wurde oberhalb des Dorfes auf dem Gelände des alten Friedhofs errichtet, auf dem 1090 und 1091 noch zwei Grafen der Henneberger begraben worden sind.
Das rechteckige Kirchenschiff ist aus dem Jahre 1626. Der Kern der alten Kirche erhebt sich über dem Chorraum im Kirchturm. In dem Kreuzgewölbe ist die Jahreszahl 1607 eingemeißelt. 1736 stiftete der Pächter des Kammergutes den Altar mit Kreuzbild und Schnitzereien.
Ab 1984 wurde das Gotteshaus im Rahmen der Denkmalpflege restauriert. 1989 wurden der Innenraum und die Gemälde restauriert.